# فنسنت باتريك
فنسنت باتريك (بالإنجليزية: Vincent Patrick)‏ (1935)؛ كاتب سيناريو وروائي أمريكي.

## روابط خارجية
- فنسنت باتريك على موقع IMDb (الإنجليزية)
- فنسنت باتريك على موقع ألو سيني (الفرنسية)
- فنسنت باتريك على موقع أول موفي (الإنجليزية)
- فنسنت باتريك على موقع قاعدة بيانات الأفلام السويدية (السويدية)
- فنسنت باتريك على موقع قاعدة بيانات الفيلم (الإنجليزية)
- فنسنت باتريك على موقع كينوبويسك (الروسية)